# 아를린드 아예티
아를린드 아프림 아예티(알바니아어: Arlind Afrim Ajeti, 1993년 9월 25일 ~ )는 알바니아의 축구 선수로 포지션은 센터백이다. 현재 루마니아 리가 I 소속 구단인 CFR 클루지에서 활약하고 있다.

## 수상

### 클럽
바젤
- 스위스 슈퍼리그: 2011–12, 2012–13, 2013–14, 2014–15
- 스위스컵: 2011–12
- 스위스컵 준우승: 2012–13, 2013–14, 2014–15
- 우흐렌컵: 2013
- U18 스위스 챔피언: 2009–10[1]

### 개인
- UEFA 유로 2016 MoM: 루마니아 vs 알바니아[2]